# Władysław Stępień
Władysław Piotr Stępień (ur. 24 października 1946 we Wrzawach) – polski polityk, działacz związkowy, poseł na Sejm II, III, IV i V kadencji.

## Życiorys
Uzyskał wykształcenie średnie pomaturalne. Ukończył w 1975 Studium Organizacji i Zarządzania Gospodarką w Rzeszowie. W Polskiej Zjednoczonej Partii Robotniczej działał od 1967 do rozwiązania. W 1999 przystąpił do Sojuszu Lewicy Demokratycznej, objął stanowisko wiceprzewodniczącego rady wojewódzkiej tej partii.
Od 1968 pracował w Kopalniach i Zakładach Przetwórczych Siarki „Siarkopol” w Tarnobrzegu jako sztygar zmianowy i specjalista techniczny. Na początku lat 80. został urlopowany z kombinatu do związków zawodowych, w których pracował do 1993. Od 1983 do 1984 i od 1990 do 1993 był przewodniczącym NSZZ Pracowników Górnictwa i Przetwórstwa Siarki, a w latach 1984–1990 wiceprzewodniczącym Federacji Związków Zawodowych Górników.
W latach 1993–2007 sprawował mandat poselski z ramienia Sojuszu Lewicy Demokratycznej na Sejm II, III, IV i V kadencji. W wyborach parlamentarnych w 2005 startował z listy SLD w okręgu rzeszowskim, uzyskując 10 505 głosów. W przedterminowych wyborach w 2007 bez powodzenia ubiegał się o reelekcję z listy Lewicy i Demokratów.
Został następnie asystentem posła Jana Burego, później związał się z PSL, uzyskując z ramienia tej partii w 2010 i w 2014 mandat radnego sejmiku IV i V kadencji. W 2018 nie ubiegał się o reelekcję.